# Сан Ђузепе (Кунео)
Сан Ђузепе (итал. San Giuseppe) је насеље у Италији у округу Кунео, региону Пијемонт.
Према процени из 2011. у насељу је живело 1235 становника. Насеље се налази на надморској висини од 182 м.